# Butka

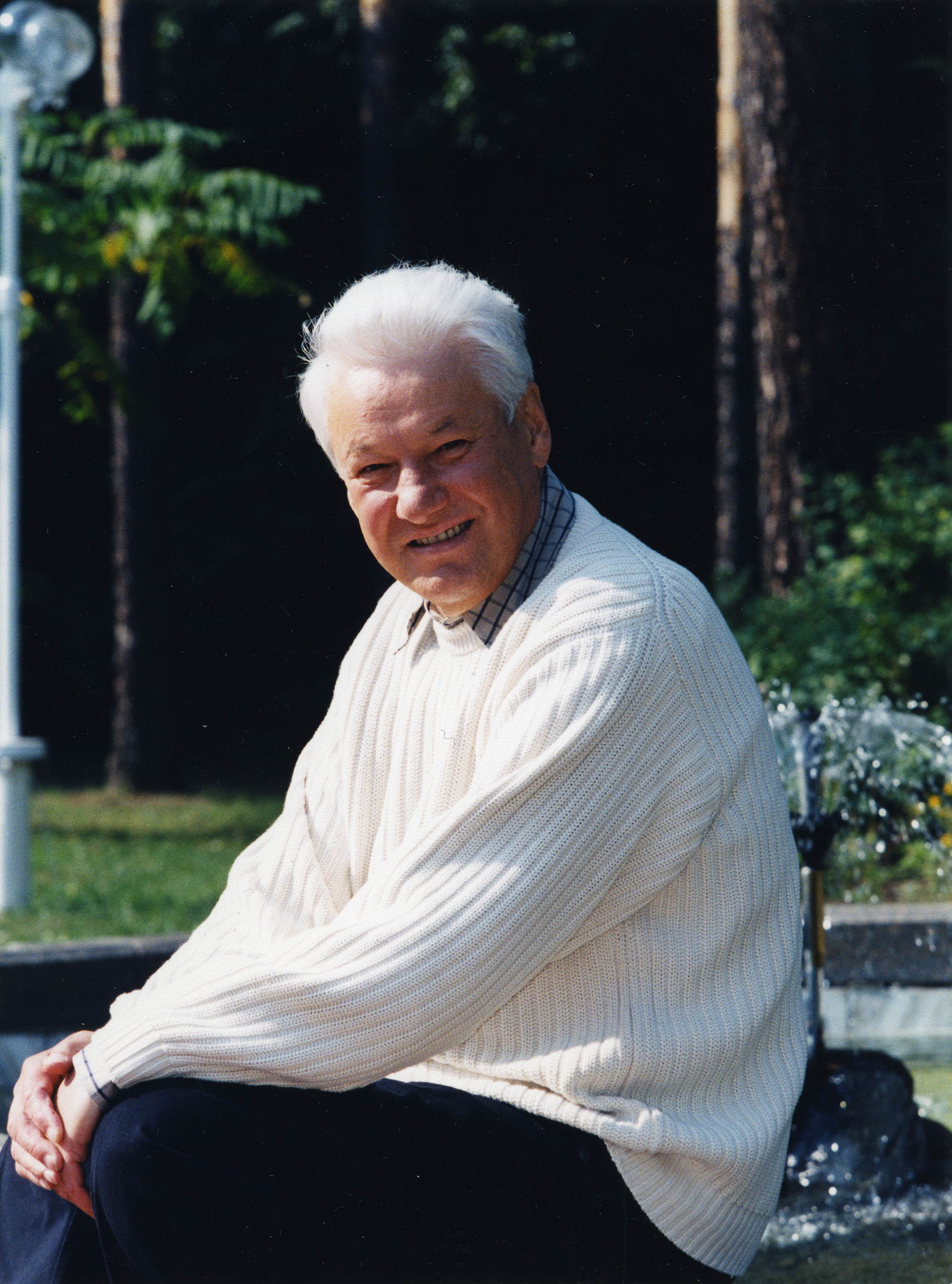
Boris Jeltsin, född i Butka.

Butka (ryska Бутка) är en ort i Sverdlovsk oblast i Ryssland nära Uralbergen, och hade 3 077 invånare vid folkräkningen 2010. Butka ligger under staden Talitsas administration, och är känd som Boris Jeltsins födelseort.